# Roberto Bonomi
Pour les articles homonymes, voir Bonomi.
Roberto Bonomi, né le 30 septembre 1919 à Buenos Aires (Argentine) et mort le 10 janvier 1992 dans la même ville, est un pilote automobile argentin. Il a disputé divers championnat de voitures de sport (vainqueur à deux reprises du National de Buenos Aires, en 1952 et 1953, et des 500 miles de Rafaela en 1954), et a participé à un Grand Prix de Formule 1 en 1960 au volant d'une Cooper T51-Maserati en fin de carrière.

## Biographie
En 1951, sur une Cisitalia, Bonomi remporte le National Buenos Aires dans sa catégorie. 
En 1952,en catégorie voiture de sports, au volant d'une Ferrari 225 S, il remporte trois des quatre épreuves auxquelles il participe. L'année suivante, toujours au volant de Ferrari, il remporte le National Buenos Aires. En 1954, sur une Ferrari 250 MM Vignale, il remporte le National Mar del Plata et les 500 mile Rafaela. 
Appelé par la Scuderia Centro Sud qui lui confie une Cooper T51-Maserati, il dispute le Grand Prix automobile d'Argentine 1960, son unique en Formule 1. Dix-septième des qualifications, il termine onzième de la course.

## Résultats en championnat du monde de Formule 1
| Saison | Écurie              | Châssis    | Moteur              | Pneus  | GP disputés | Points inscrits | Classement |
| ------ | ------------------- | ---------- | ------------------- | ------ | ----------- | --------------- | ---------- |
| 1960   | Scuderia Centro Sud | Cooper T51 | Maserati 4 en ligne | Dunlop | 1           | 0               | n.c.       |